# 郭味蕖美术馆
郭味蕖美术馆位于山东省潍坊市东风西街1048号。

## 历史
建立于2008年，是一个民办的公益性美术馆。该美术馆以中国画家、美术史家郭味蕖命名。其东与山东省文物保护单位郭味蕖故居“疏园”相邻。该美术馆分为上下两层，下层为美术展览馆，接纳各类艺术展览，上次展示了郭味蕖的生平事迹、作品等，具有博物馆的性质。除郭味蕖的画作外，该美术馆也收藏和展出齐白石、黄宾虹、傅抱石、郭怡孮等书画家的书画作品。该美术馆亦承办各类书画展，作品展等等。

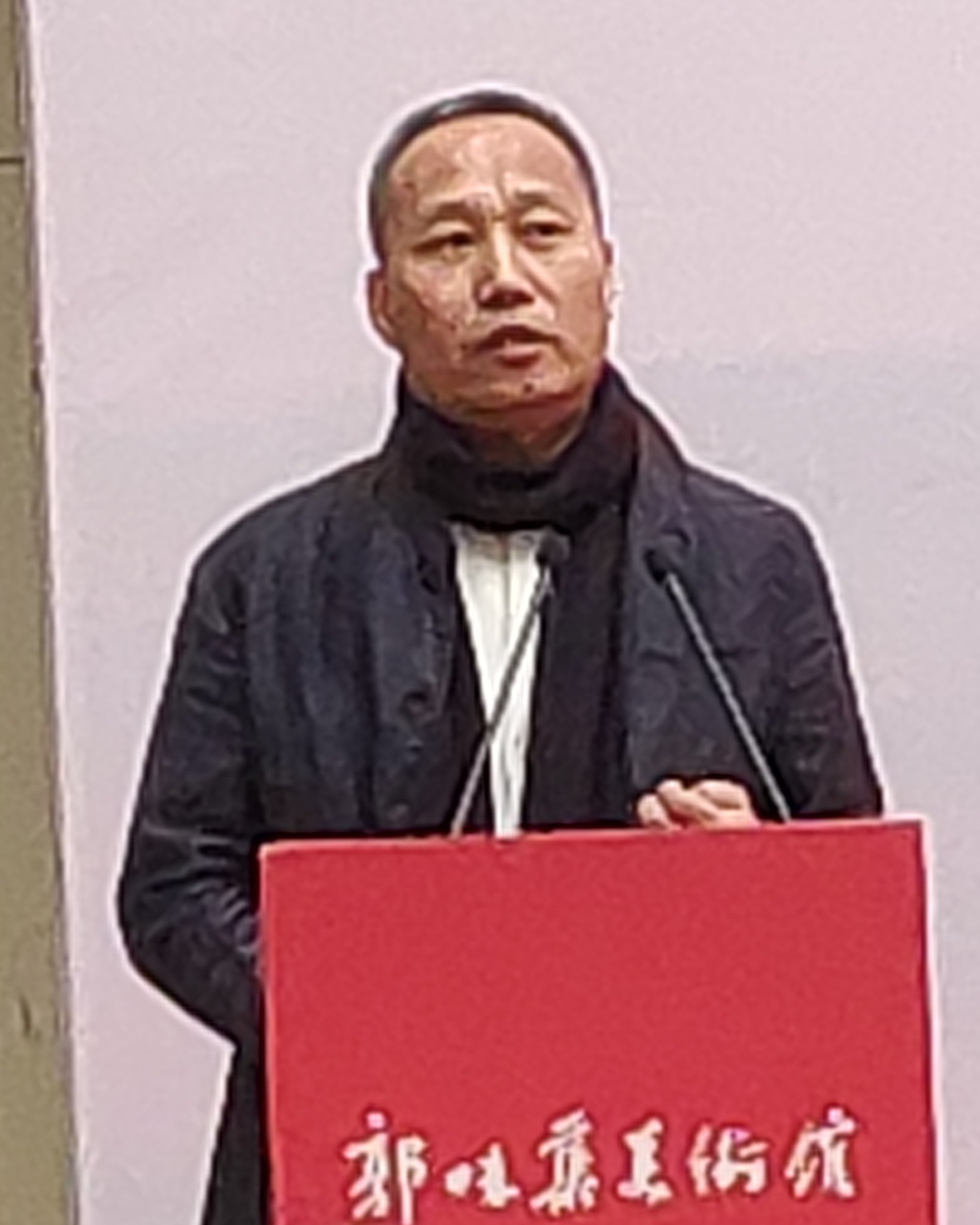
中国书法家韩启超，拍摄于郭味蕖艺术馆的“畅达”全国五人书法邀请展开幕式

郭味蕖美术馆的开馆时间为上午九点至十一点半、下午一点半至五点，周一闭馆。自2010年开始，郭味蕖美术馆免费对外开放，无需购票。

## 交通
可在潍坊市内乘坐3路、59路、67路、76路或环16路在郭味蕖美术馆站下车。